# Neovespicula depressifrons
Neovespicula depressifrons är en fiskart som först beskrevs av Richardson, 1848.  Neovespicula depressifrons ingår i släktet Neovespicula och familjen Tetrarogidae. Inga underarter finns listade i Catalogue of Life.